# ريج ستراتون
ريج ستراتون (بالإنجليزية: Reg Stratton)‏ هو لاعب كرة قدم بريطاني في مركز الهجوم، ولد في 10 يوليو 1939 في كينغسلي ‏ في المملكة المتحدة، وتوفي في 21 مايو 2018. شارك مع منتخب إنجلترا تحت 16 سنة لكرة القدم. أما مع النوادي، فقد لعب مع كولتشستر يونايتد ونادي دوفر ونادي فولهام ونادي وكينغ.